# Lijst van voetbalinterlands Colombia - Paraguay
Deze lijst van voetbalinterlands is een overzicht van alle officiële voetbalwedstrijden tussen de nationale teams van Colombia en Paraguay. De Zuid-Amerikaanse landen speelden tot op heden 52 keer tegen elkaar. De eerste ontmoeting, een wedstrijd tijdens de Copa América 1947, werd gespeeld in Guayaquil (Ecuador) op 20 december 1947. Het laatste duel, een kwalificatiewedstrijd voor het Wereldkampioenschap voetbal 2026, vond plaats op 25 maart 2025 in Barranquilla.

## Wedstrijden
| №  | Plaats          | Datum             | Competitie           | Wedstrijd           | Uitslag |
| -- | --------------- | ----------------- | -------------------- | ------------------- | ------- |
| 1  | Guayaquil       | 20 december 1947  | Copa América 1947    | Paraguay – Colombia | 2 – 0   |
| 2  | São Paulo       | 6 april 1949      | Copa América 1949    | Paraguay – Colombia | 3 – 0   |
| 3  | Bogota          | 20 juni 1957      | WK 1958 kwalificatie | Colombia – Paraguay | 2 – 3   |
| 4  | Medellín        | 23 juni 1957      | Vriendschappelijk    | Colombia – Paraguay | 1 – 2   |
| 5  | Asunción        | 7 juli 1957       | WK 1958 kwalificatie | Paraguay – Colombia | 3 – 0   |
| 6  | Cochabamba      | 20 maart 1963     | Copa América 1963    | Paraguay – Colombia | 3 – 2   |
| 7  | Bogota          | 10 augustus 1969  | WK 1970 kwalificatie | Colombia – Paraguay | 0 – 1   |
| 8  | Asunción        | 24 augustus 1969  | WK 1970 kwalificatie | Paraguay – Colombia | 2 – 1   |
| 9  | Bogota          | 20 juli 1975      | Copa América 1975    | Colombia – Paraguay | 1 – 0   |
| 10 | Asunción        | 30 juli 1975      | Copa América 1975    | Paraguay – Colombia | 0 – 1   |
| 11 | Bogota          | 24 februari 1977  | WK 1978 kwalificatie | Colombia – Paraguay | 0 – 1   |
| 12 | Asunción        | 6 maart 1977      | WK 1978 kwalificatie | Paraguay – Colombia | 1 – 1   |
| 13 | Asunción        | 15 maart 1981     | Vriendschappelijk    | Paraguay – Colombia | 0 – 2   |
| 14 | Asunción        | 28 februari 1985  | Vriendschappelijk    | Paraguay – Colombia | 0 – 3   |
| 15 | Pereira         | 17 april 1985     | Vriendschappelijk    | Colombia – Paraguay | 2 – 0   |
| 16 | Bogota          | 19 april 1985     | Vriendschappelijk    | Colombia – Paraguay | 2 – 2   |
| 17 | Asunción        | 27 oktober 1985   | WK 1986 kwalificatie | Paraguay – Colombia | 3 – 0   |
| 18 | Cali            | 3 november 1985   | WK 1986 kwalificatie | Colombia – Paraguay | 2 – 1   |
| 19 | Miami           | 7 februari 1986   | Vriendschappelijk    | Colombia − Paraguay | 2 − 0   |
| 20 | Rosario         | 5 juli 1987       | Copa América 1987    | Colombia – Paraguay | 3 – 0   |
| 21 | Salvador        | 5 juli 1989       | Copa América 1989    | Colombia – Paraguay | 0 – 1   |
| 22 | Asunción        | 27 augustus 1989  | WK 1990 kwalificatie | Paraguay – Colombia | 2 – 1   |
| 23 | Barranquilla    | 17 september 1989 | WK 1990 kwalificatie | Colombia – Paraguay | 2 – 1   |
| 24 | Barranquilla    | 1 augustus 1993   | WK 1994 kwalificatie | Colombia – Paraguay | 0 – 0   |
| 25 | Asunción        | 22 augustus 1993  | WK 1994 kwalificatie | Paraguay – Colombia | 1 – 1   |
| 26 | Montevideo      | 16 juli 1995      | Copa América 1995    | Paraguay – Colombia | 1 – 1   |
| 27 | Barranquilla    | 24 april 1996     | WK 1998 kwalificatie | Colombia – Paraguay | 1 – 0   |
| 28 | Asunción        | 2 april 1997      | WK 1998 kwalificatie | Paraguay – Colombia | 2 – 1   |
| 29 | New Haven       | 29 maart 1998     | Vriendschappelijk    | Colombia – Paraguay | 1 – 1   |
| 30 | Luque           | 22 april 1999     | Vriendschappelijk    | Paraguay – Colombia | 0 – 2   |
| 31 | Asunción        | 24 juni 1999      | Vriendschappelijk    | Paraguay – Colombia | 2 – 1   |
| 32 | Bogota          | 7 oktober 2000    | WK 2002 kwalificatie | Colombia – Paraguay | 0 – 2   |
| 33 | Asunción        | 14 november 2001  | WK 2002 kwalificatie | Paraguay – Colombia | 0 – 4   |
| 34 | Barranquilla    | 9 oktober 2004    | WK 2006 kwalificatie | Colombia – Paraguay | 1 – 1   |
| 35 | Asunción        | 12 oktober 2005   | WK 2006 kwalificatie | Paraguay – Colombia | 0 – 1   |
| 36 | Bogota          | 28 maart 2007     | Vriendschappelijk    | Colombia – Paraguay | 2 – 0   |
| 37 | Maracaibo       | 28 juni 2007      | Copa América 2007    | Paraguay – Colombia | 5 – 0   |
| 38 | Bogota          | 12 september 2007 | Vriendschappelijk    | Colombia – Paraguay | 1 – 0   |
| 39 | Bogota          | 11 oktober 2008   | WK 2010 kwalificatie | Colombia – Paraguay | 0 – 1   |
| 40 | Asunción        | 14 oktober 2009   | WK 2010 kwalificatie | Paraguay – Colombia | 0 – 2   |
| 41 | Barranquilla    | 12 oktober 2012   | WK 2014 kwalificatie | Colombia – Paraguay | 2 – 0   |
| 42 | Asunción        | 15 oktober 2013   | WK 2014 kwalificatie | Paraguay − Colombia | 1 − 2   |
| 43 | Pasadena        | 7 juni 2016       | Copa América 2016    | Colombia − Paraguay | 2 − 1   |
| 44 | Asunción        | 6 oktober 2016    | WK 2018 kwalificatie | Paraguay − Colombia | 0 − 1   |
| 45 | Barranquilla    | 5 oktober 2017    | WK 2018 kwalificatie | Colombia − Paraguay | 1 − 2   |
| 46 | Salvador        | 23 juni 2019      | Copa América 2019    | Colombia – Paraguay | 1 – 0   |
| 47 | Asunción        | 5 september 2021  | WK 2022 kwalificatie | Paraguay − Colombia | 1 − 1   |
| 48 | Barranquilla    | 16 november 2021  | WK 2022 kwalificatie | Colombia − Paraguay | 0 − 0   |
| 49 | Fort Lauderdale | 19 november 2022  | Vriendschappelijk    | Colombia − Paraguay | 2 − 0   |
| 50 | Asunción        | 21 november 2023  | WK 2026 kwalificatie | Paraguay − Colombia | 0 − 1   |
| 51 | Houston         | 24 juni 2024      | Copa América 2024    | Colombia − Paraguay | 2 − 1   |
| 52 | Barranquilla    | 25 maart 2025     | WK 2026 kwalificatie | Colombia − Paraguay | 2 − 2   |

## Samenvatting
| Competitie        | Totaal gespeeld | Winst Colombia | Gelijk | Winst Paraguay | Doelsaldo Colombia – Paraguay |
| ----------------- | --------------- | -------------- | ------ | -------------- | ----------------------------- |
| WK-kwalificatie   | 28              | 10             | 7      | 11             | 30 − 31                       |
| Copa América      | 12              | 6              | 1      | 5              | 13 − 17                       |
| Vriendschappelijk | 12              | 8              | 2      | 2              | 21 − 7                        |
| Totaal            | 52              | 24             | 10     | 18             | 64 − 55                       |

Wedstrijden bepaald door strafschoppen worden, in lijn met de FIFA, als een gelijkspel gerekend.

## Details

### Eerste ontmoeting
| Copa América 1947 (Guayaquil, Ecuador, 20 december 1947): |              | |
| Paraguay | 2 – 0        | Colombia |
| Juan Bautista Villalba 22' Juan Bautista Villalba 68' | goals        | |
| ??? | bondscoach   | Lino Taioli |
| Sinforiano García Casiano Céspedes Enrique Hugo Manuel Gavilán José Ocampos Roque Zarza ??' Arturo Bobadilla César López Fretes Juan Bautista Villalba ??' Ranulfo Miranda Santiago Rivas ??' | opstellingen | Efraín Sánchez Gabriel Mejía Salvador Londoño Carlos Vivares ??' Luis Estupiñán ??' Rafael Serna Apolinar Pérez Carlos Arango Octavio Ruiz Rafael Gabino Granados Rigoberto García |
| Enrique Avalos ??' Alejandrino Genes ??' Pedro Fernández ??' | wissels      | ??' Antonio Julio de la Hoz ??' Edgar Mallarino |

### Tweede ontmoeting
| Copa América 1949 (São Paulo, Brazilië, 6 april 1949):                 |       |          |
| Paraguay                                                               | 3 – 0 | Colombia |
| César López Fretes 21' Jorge Duilio Benítez 35' César López Fretes 72' | goals |          |

### Derde ontmoeting
| WK 1958 kwalificatie (Bogota, Colombia, 20 juni 1957): |       |                                                                    |
| Colombia                                               | 2 – 3 | Paraguay                                                           |
| Jaime Gutiérrez 23' Ricardo Díaz 89'                   | goals | 34' Ángel Jara Saguier 68' Juan Bautista Agüero 88' Óscar Aguilera |

### Vierde ontmoeting
| Vriendschappelijk (Medellín, Colombia, 23 juni 1957): |       |                                               |
| Colombia                                              | 1 – 2 | Paraguay                                      |
| Miguel Panesso 34'                                    | goals | 1' Florencio Amarilla 9' Juan Bautista Agüero |

### Vijfde ontmoeting
| WK 1958 kwalificatie (Asunción, Paraguay, 7 juli 1957):                    |       |          |
| Paraguay                                                                   | 3 – 0 | Colombia |
| Enrique Jara Saguier 11' Juan Bautista Agüero 72' Enrique Jara Saguier 77' | goals |          |

### Zesde ontmoeting
| Copa América 1963 (Cochabamba, Bolivia, 20 maart 1963):   |       |                                      |
| Paraguay                                                  | 3 – 2 | Colombia                             |
| Eladio Zárate 10' Félix Arámbulo 50' Cecilio Martínez 89' | goals | 19' Carlos Campillo 90' Delio Gamboa |

### Zevende ontmoeting
| WK 1970 kwalificatie (Bogota, Colombia, 10 augustus 1969): |       |                      |
| Colombia                                                   | 0 – 1 | Paraguay             |
|                                                            | goals | 56' Aurelio Martínez |

### Achtste ontmoeting
| WK 1970 kwalificatie (Asunción, Paraguay, 24 augustus 1969): |       |                                 |
| Paraguay                                                     | 2 – 1 | Colombia                        |
| Saturnino Arrúa 29' Saturnino Arrúa 49'                      | goals | 82' (pen.) Hermenegildo Segrera |

### Negende ontmoeting
| Copa América 1975 (Bogota, Colombia, 20 juli 1975): |       |          |
| Colombia                                            | 1 – 0 | Paraguay |
| Ernesto Díaz 84'                                    | goals |          |

### Tiende ontmoeting
| Copa América 1975 (Asunción, Paraguay, 30 juli 1975): |              |                  |
| Paraguay                                              | 0 – 1        | Colombia         |
|                                                       | goals        | 40' Ernesto Díaz |
| Alcides Sosa 42'                                      | rode kaarten |                  |

### Elfde ontmoeting
| Colombia | 0 – 1 | Paraguay                |
|          | goals | 26' Carlos Jara Saguier |

### Twaalfde ontmoeting
| Paraguay                | 1 – 1 | Colombia             |
| Carlos Jara Saguier 90' | goals | 57' Eduardo Vilarete |

### Dertiende ontmoeting
| Paraguay | 0 – 2 | Colombia                                  |
|          | goals | 66' Eduardo Vilarete 88' Eduardo Vilarete |

### Veertiende ontmoeting
| Paraguay | 0 – 3 | Colombia                                                    |
|          | goals | 41' Miguel Córdoba 66' Arnoldo Iguarán 89' Eduardo Vilarete |

### Vijftiende ontmoeting
| Colombia                                          | 2 – 0 | Paraguay |
| Miguel Prince ??' Hernán Darío Herrera 89' (pen.) | goals |          |

### Zestiende ontmoeting
| Colombia                                | 2 – 2 | Paraguay                                     |
| Arnoldo Iguarán 2' Willington Ortiz 56' | goals | 1' Alfredo Mendoza 63' Buenaventura Ferreira |

### Zeventiende ontmoeting
| Paraguay                                                   | 3 – 0 | Colombia |
| Ramón Hicks 15' Julio César Romero 70' Roberto Cabañas 84' | goals |          |

### Achttiende ontmoeting
| |       |                           |
| Colombia | 2 – 1 | Paraguay                  |
| Sergio Angulo 68' Willington Ortiz 88'                                                                                              | goals | 60' Buenaventura Ferreira |
| - Debuut van Sergio Angulo voor Colombia. - Paraguay wint met 4-2 (over twee duels) en plaatst zich voor de tweede ronde play-offs. |       |                           |

### Twintigste ontmoeting
| Copa América 1987 (Rosario, Argentinië, 5 juli 1987): |              | |
| Colombia | 3 – 0        | Paraguay |
| Arnoldo Iguarán 8' Arnoldo Iguarán 34' Arnoldo Iguarán 50' | goals        | |
| Francisco Maturana | bondscoach   | Silvio Parodi |
| René Higuita Luis Fernando Herrera Alexis Mendoza Nolberto Molina Carlos Hoyos Leonel Álvarez Carlos Valderrama Mario Coll Bernardo Redín Arnoldo Iguarán Juan Jairo Galeano 68' | opstellingen | Roberto Fernández Juan Torales César Zabala Rogelio Delgado Justo Jacquet Julio César Romero Gustavo Benítez Jorge Nunes 46' Adolfino Cañete 58' Roberto Cabañas Ramón Palacios |
| Sergio Angulo 68' | wissels      | 46' Gabriel González 58' Buenaventura Ferreira |
| Mario Coll 78' | gele kaarten | 22' Roberto Cabañas 56' Gabriel González 84' Rogelio Delgado |

### 21ste ontmoeting
| Copa América 1989 (Salvador, Brazilië, 5 juli 1989): |              | |
| Colombia | 0 – 1        | Paraguay |
| | goals        | 51' Alfredo Mendoza |
| Francisco Maturana | bondscoach   | Eduardo Luján Manera |
| René Higuita Wilson Pérez Luis Carlos Perea Andrés Escobar León Villa Gabriel Gómez 71' Carlos Valderrama Leonel Álvarez Bernardo Redín Arnoldo Iguarán John Jairo Tréllez 63' | opstellingen | Roberto Fernández Juan Torales César Zabala Rogelio Delgado Justo Jacquet Adolfino Cañete Julio César Franco 88' Gustavo Neffa Jorge Guasch Buenaventura Ferreira 80' Alfredo Mendoza |
| Antony de Ávila 63' Sergio Angulo 71' | wissels      | 80' Ramón Palacios 88' Vidal Sanabria |
| Leonel Álvarez 49' Wilson Pérez 88' | gele kaarten | 47' Julio César Franco 53' Jorge Guasch 86' Justo Jacquet |

### 22ste ontmoeting
| WK 1990 kwalificatie (Asunción, Paraguay, 27 augustus 1989): |              | |
| Paraguay | 2 – 1        | Colombia |
| Javier Ferreira 59' José Luis Chilavert 90+1' | goals        | 80' Arnoldo Iguarán |
| Cayetano Ré | bondscoach   | Francisco Maturana |
| José Luis Chilavert Virginio Cáceres César Zabala Rogelio Delgado Juan Torales Julio César Romero 50' Gustavo Neffa Jorge Guasch Jorge Nunes Ramón Hicks 73' Alfredo Mendoza | opstellingen | René Higuita Wilson Pérez Luis Carlos Perea Andrés Escobar Carlos Hoyos Leonel Álvarez Carlos Valderrama 68' José Ricardo Pérez Bernardo Redín 58' Juan Jairo Galeano Arnoldo Iguarán |
| Javier Ferreira 50' Buenaventura Ferreira 73' | wissels      | 58' Albeiro Usuriaga 68' Rubén Darío Hernández |
| Rogelio Delgado 14' Virginio Cáceres 53' | gele kaarten | 10' José Ricardo Pérez 59' Juan Jairo Galeano 70' Luis Carlos Perea 80' Bernardo Redín                                                                                                |
| | rode kaarten | 70' Leonel Álvarez |

### 23ste ontmoeting
| WK 1990 kwalificatie (Barranquilla, Colombia, 17 september 1989): |              | |
| Colombia | 2 – 1        | Paraguay |
| Arnoldo Iguarán 56' Rubén Darío Hernández 67' | goals        | 45' Alfredo Mendoza |
| Francisco Maturana | bondscoach   | Cayetano Ré |
| René Higuita Wilson Pérez Luis Carlos Perea Andrés Escobar León Villa Leonel Álvarez Bernardo Redín Gabriel Gómez 46' Carlos Valderrama 46' Arnoldo Iguarán Rubén Darío Hernández | opstellingen | Roberto Fernández Virginio Cáceres César Zabala Rogelio Delgado Juan Torales 25' Ramón Palacios Julio César Romero Jorge Guasch 61' Jorge Nunes Buenaventura Ferreira Alfredo Mendoza |
| Luis Fajardo 46' Albeiro Usuriaga 46' | wissels      | 25' Gustavo Neffa 61' Luis Caballero |
| Wilson Pérez 65' | gele kaarten | 18' Jorge Nunes |

### 24ste ontmoeting
| Colombia | 0 – 0 | Paraguay |
|          | goals |          |

### 25ste ontmoeting
| Paraguay              | 1 – 1 | Colombia          |
| Catalino Rivarola 54' | goals | 22' Freddy Rincón |

### 26ste ontmoeting
| Copa América 1995 (Montevideo, Uruguay, 16 juli 1995):                       |                     |                                                                            |
| Colombia                                                                     | 1 – 1               | Paraguay                                                                   |
| Freddy Rincón 53'                                                            | goals               | 26' Juan Carlos Villamayor                                                 |
| Freddy Rincón Alexis Mendoza Níver Arboleda Wilmer Cabrera Faustino Asprilla | strafschoppen 5 – 4 | Juan Ramón Jara Roberto Acuña Adriano Samaniego Edgar Denis Carlos Gamarra |

### 27ste ontmoeting
| Colombia              | 1 – 0 | Paraguay |
| Faustino Asprilla 55' | goals |          |

### 28ste ontmoeting
| WK 1998 kwalificatie (Asunción, Paraguay, 2 april 1997): |              | |
| Paraguay | 2 – 1        | Colombia |
| Carlos Gamarra 6' Derlis Soto 57' | goals        | 55' (pen.) Mauricio Serna |
| Paulo César Carpeggiani | bondscoach   | Hernán Darío Gómez |
| José Luis Chilavert Francisco Arce Catalino Rivarola Carlos Gamarra Celso Ayala Harles Bourdier 84' Julio Enciso Roberto Acuña Derlis Soto Julio Yegros 67' Arístides Rojas 59' | opstellingen | Faryd Mondragón José Santa Alexis Mendoza Hugo Galeano Osman López 60' Harold Lozano Mauricio Serna Carlos Valderrama 87' Leonel Álvarez 77' Víctor Aristizábal Faustino Asprilla |
| José Cardozo 59' Pedro Sarabia 67' Rubén Ruíz Díaz 84' | wissels      | 60' Víctor Pacheco 77' Hamilton Ricard 87' Antony de Ávila |
| Celso Ayala 44' Francisco Arce 61' | gele kaarten | 82' Leonel Álvarez |
| José Luis Chilavert 76' | rode kaarten | 76' Faustino Asprilla |

### 29ste ontmoeting
| Vriendschappelijk (New Haven, Verenigde Staten, 29 maart 1998): |              | |
| Colombia | 1 – 1        | Paraguay |
| Alex Comas 12' | goals        | 43' Miguel Ángel Benítez |
| Hernán Darío Gómez | bondscoach   | Paulo César Carpeggiani |
| Miguel Ángel Calero José Santa Jorge Bermúdez Iván López Luis Antonio Moreno Dúmar Rueda John Wilmar Pérez Carlos Valderrama Víctor Aristizábal Antony de Ávila 61' Alex Comas 61' | opstellingen | Ricardo Tavarelli Pedro Saravia Catalino Rivarola Ricardo Rojas Francisco Arce 62' Denis Cañiza Julio César Enciso 87' Roberto Acuña 58' Carlos Morales Miguel Ángel Benítez Julio César Yegros |
| Julián Téllez 61' Neider Morantes 61' | wissels      | 58' Tomas González 62' Carlos Humberto Paredes 87' Edgar Aguilera |
| Dúmar Rueda 56' | gele kaarten | 58' Denis Cañiza |
| - Debuut van Iván López (Independiente Santa Fe), Dúmar Rueda (Atletico Nacional) en Julián Téllez (America de Cali) voor Colombia.                                                |              | |

### 30ste ontmoeting
| Vriendschappelijk (Luque, Paraguay, 22 april 1999):                                                             |       |                                            |
| Paraguay | 0 – 2 | Colombia                                   |
| | goals | 24' Edwin Congo 30' (pen.) Neider Morantes |
| - Debuut van Juan Carlos Ramírez (Independiente Medellín) en Freddy Grisales (Atletico Nacional) voor Colombia. |       |                                            |

### 31ste ontmoeting
| Vriendschappelijk (Asuncion, Paraguay, 24 juni 1999):          |       |                    |
| Paraguay                                                       | 2 – 1 | Colombia           |
| Hugo Ovelar 46' Celso Ayala 70' (pen.)                         | goals | 58' Víctor Bonilla |
| - Debuut van Alexander Viveros (Deportivo Cali) voor Colombia. |       |                    |

### 32ste ontmoeting
| Colombia | 0 – 2 | Paraguay                                    |
|          | goals | 3' Roque Santa Cruz 90' José Luis Chilavert |

### 33ste ontmoeting
| Paraguay | 0 – 4 | Colombia                                                                                        |
|          | goals | 24' Víctor Aristizábal 32' (pen.) Víctor Aristizábal 60' Víctor Aristizábal 81' Rafael Castillo |

### 34ste ontmoeting
| Colombia            | 1 – 1 | Paraguay          |
| Freddy Grisales 17' | goals | 77' Diego Gavilán |

### 35ste ontmoeting
| Paraguay | 0 – 1 | Colombia            |
|          | goals | 7' Luis Gabriel Rey |

### 36ste ontmoeting
| Colombia                                    | 2 – 0 | Paraguay |
| Aquivaldo Mosquera 32' Álvaro Domínguez 86' | goals |          |

### 37ste ontmoeting
| Paraguay                                                                                                 | 5 – 0 | Colombia |
| Roque Santa Cruz 30' Roque Santa Cruz 46' Roque Santa Cruz 80' Salvador Cabañas 84' Salvador Cabañas 88' | goals |          |

### 38ste ontmoeting
| Colombia           | 1 – 0 | Paraguay |
| Wason Rentería 37' | goals |          |

### 39ste ontmoeting
| Colombia | 0 – 1 | Paraguay            |
|          | goals | 9' Salvador Cabañas |

### 40ste ontmoeting
| WK 2010 kwalificatie (Asunción, Paraguay, 14 oktober 2009): |       |                                     |
| Paraguay                                                    | 0 – 2 | Colombia                            |
|                                                             | goals | 61' Adrián Ramos 80' Hugo Rodallega |

### 41ste ontmoeting
| WK 2014 kwalificatie (Barranquilla, Colombia, 12 oktober 2012): |       |          |
| Colombia                                                        | 2 – 0 | Paraguay |
| Radamel Falcao 52' Radamel Falcao 89'                           | goals |          |

### 42ste ontmoeting
| WK 2014 kwalificatie (Asunción, Paraguay, 15 oktober 2013):           |              |                                 |
| Paraguay                                                              | 1 – 2        | Colombia                        |
| Jorge Luis Rojas 6'                                                   | goals        | 38' Mario Yepes 55' Mario Yepes |
|                                                                       | rode kaarten | ?', 32' Fredy Guarín            |
| - Debuut van verdediger Santiago Arias (PSV Eindhoven) voor Colombia. |              |                                 |

### 44ste ontmoeting
| WK 2018 kwalificatie (Asunción, Paraguay, 6 oktober 2016): |              | |
| Paraguay | 0 – 1        | Colombia |
| | goals        | 90' Edwin Cardona |
| Francisco Arce | bondscoach   | José Pékerman |
| Diego Barreto Gustavo Gómez Paulo da Silva Salustiano Candia Óscar Romero Rodrigo Rojas Cristian Riveros 46' Jorge Moreira Víctor Ayala Dario Lezcano 76' Jorge Benítez 63' | opstellingen | David Ospina Oscar Murillo Yerry Mina Farid Díaz 72' Wilmar Barrios Santiago Arias Carlos Sánchez 82' Juan Cuadrado Abel Aguilar 77' Luis Muriel Carlos Bacca |
| Derlis González 46' Lucas Barrios 63' Cecilio Domínguez 76' | wissels      | 72' Alexander Mejía 77' Edwin Cardona 82' Orlando Berrío |
| Víctor Ayala 40' Rodrigo Rojas 44' Salustiano Candia 45' Dario Lezcano 67'                                                                                                  | gele kaarten | 45' Abel Aguilar |

Colfútbol · A-internationals · Selecties · Statistieken · Bondscoaches · Colombiaans vrouwenelftal · Olympisch elftal · Colombia U20 · Colombia U17
1938 – 1949 ·
1950 – 1959 ·
1960 – 1969 ·
1970 – 1979 ·
1980 – 1989 ·
1990 – 1999 ·
2000 – 2009 ·
2010 – 2019 ·
2020 – 2029
WK 1962 · 
WK 1990 · 
WK 1994 · 
WK 1998 · 
WK 2014 · 
WK 2018
OS 1968 · 
OS 1972 · 
OS 1980 · 
OS 1992 · 
OS 2016
1938 · 
1939 · 1940 · 1941 · 1942 · 1943 · 1944 · 
1946 · 
1947 · 
1948 · 
1949 · 
1950 · 1951 · 1952 · 1953 · 1954 · 1955 · 1956 · 
1957 · 
1958 · 1959 · 1960 · 
1961 · 
1962 · 
1963 · 
1964 · 
1965 · 
1966 · 
1967 · 
1968 · 
1969 · 
1970 · 
1971 · 
1972 · 
1973 · 
1974 · 
1975 · 
1976 · 
1977 · 
1978 · 
1979 · 
1980 · 
1981 · 
1982 · 
1983 · 
1984 · 
1985 · 
1986 · 
1987 · 
1988 · 
1989 · 
1990 ·
1991 · 
1992 · 
1993 · 
1994 · 
1995 · 
1996 · 
1997 · 
1998 · 
1999 · 
2000 · 
2001 · 
2002 · 
2003 · 
2004 · 
2005 · 
2006 · 
2007 · 
2008 · 
2009 · 
2010 · 
2011 · 
2012 · 
2013 · 
2014 · 
2015 · 
2016 · 
2017 ·
2018 ·
2019 ·
2020 ·
2021
Algerije ·
Argentinië ·
Australië ·
Bahrein ·
België ·
Bolivia · 
Brazilië ·
Canada ·
Chili ·
China · 
Costa Rica ·
Cuba ·
DDR ·
Duitsland ·
Ecuador ·
Egypte ·
El Salvador ·
Engeland ·
Finland ·
Frankrijk ·
Griekenland ·
Guatemala · 
Haïti ·
Honduras ·
Hongarije ·
Hongkong ·
Ierland ·
Irak ·
Israël ·
Ivoorkust ·
Jamaica ·
Japan ·
Joegoslavië ·
Jordanië ·
Kameroen ·
Koeweit · 
Liberia · 
Marokko ·
Mexico ·
Montenegro ·
Nederland ·
Nederlandse Antillen ·
Nicaragua ·
Nieuw-Zeeland · 
Nigeria ·
Noord-Ierland ·
Noorwegen ·
Panama ·
Paraguay ·
Peru ·
Polen ·
Puerto Rico ·
Qatar ·
Roemenië ·
Saoedi-Arabië ·
Schotland ·
Senegal ·
Servië ·
Slovenië ·
Slowakije ·
Sovjet-Unie ·
Spanje ·
Trinidad en Tobago ·
Tsjecho-Slowakije ·
Tunesië · 
Turkije · 
Uruguay ·
Venezuela ·
Verenigde Arabische Emiraten · 
Verenigde Staten ·
Zuid-Afrika ·
Zuid-Korea ·
Zweden ·
Zwitserland
Brazilië (2014) ·
Engeland (2018) ·
Griekenland (2014) ·
Ivoorkust (2014) ·
Japan (2014) ·
Japan (2018) ·
Polen (2018) ·
Senegal (2018) ·
Uruguay (2014)
APF · A-internationals · Selecties · Bondscoaches · Paraguayaans vrouwenelftal · Paraguay U21 · Paraguay U20 · Paraguay U19 · Paraguay U18 · Paraguay U17
1919 – 1929 · 
1930 – 1939 · 
1940 – 1949 · 
1950 – 1959 · 
1960 – 1969 · 
1970 – 1979 · 
1980 – 1989 · 
1990 – 1999 · 
2000 – 2009 · 
2010 – 2019 ·
2020 − 2029
WK 1930 · 
WK 1950 · 
WK 1958 · 
WK 1986 · 
WK 1998 · 
WK 2002 · 
WK 2006 · 
WK 2010
OS 1992 · 
OS 2004
1919 · 
1920 · 
1921 · 
1922 · 
1923 · 
1924 · 
1925 · 
1926 · 
1927 · 
1928 · 
1929 · 
1930 · 
1931 · 
1932–1936 · 
1937 · 
1938 · 
1939 · 
1940 · 
1941 · 
1942 · 
1943 · 
1944 · 
1945 · 
1946 · 
1947 · 
1948 · 
1949 · 
1950 · 
1951–1952 · 
1953 · 
1954 · 
1955 · 
1956 · 
1957 · 
1958 · 
1959 · 
1960 · 
1961 · 
1962 · 
1963 · 
1964 · 
1965 · 
1966 · 
1967 · 
1968 · 
1969 · 
1970 · 
1971 · 
1972 · 
1973 · 
1974 · 
1975 · 
1976 · 
1977 · 
1978 · 
1979 · 
1980 · 
1981 · 
1982 · 
1983 · 
1984 · 
1985 · 
1986 · 
1987 · 
1988 · 
1989 · 
1990 · 
1991 · 
1992 · 
1993 · 
1994 · 
1995 · 
1996 · 
1997 · 
1998 · 
1999 · 
2000 · 
2001 · 
2002 · 
2003 · 
2004 · 
2005 · 
2006 · 
2007 · 
2008 · 
2009 · 
2010 · 
2011 · 
2012 · 
2013 · 
2014 · 
2015 · 
2016 ·
2017 ·
2018 ·
2019 ·
2020 ·
2021 ·
2022
Argentinië ·
Armenië ·
Australië ·
Bahrein ·
België ·
Bolivia ·
Bosnië en Herzegovina · 
Brazilië ·
Bulgarije ·
Canada ·
Chili ·
China ·
Colombia ·
Costa Rica ·
Denemarken ·
Duitsland ·
Ecuador ·
El Salvador ·
Engeland ·
Frankrijk ·
Georgië ·
Griekenland ·
Guadeloupe ·
Guatemala ·
Honduras ·
Hongarije ·
Hongkong ·
Ierland ·
Indonesië ·
Irak ·
Iran ·
Italië ·
Ivoorkust ·
Jamaica ·
Japan ·
Joegoslavië ·
Jordanië ·
Kameroen ·
Marokko ·
Mexico ·
Nederland ·
Nicaragua ·
Nieuw-Zeeland ·
Nigeria ·
Noord-Korea ·
Noord-Macedonië ·
Noorwegen ·
Oman ·
Oostenrijk ·
Panama ·
Peru ·
Polen ·
Portugal ·
Qatar ·
Roemenië ·
Saoedi-Arabië ·
Schotland ·
Servië ·
Slovenië ·
Slowakije ·
Spanje ·
Togo ·
Trinidad en Tobago ·
Tsjechië ·
Turkije ·
Uruguay ·
Venezuela ·
Verenigde Arabische Emiraten ·
Verenigde Staten ·
Wales ·
Zuid-Afrika ·
Zuid-Korea ·
Zweden
Engeland (2006) · 
Italië (2010) · 
Slovenië (2002) · 
Spanje (2002) · 
Trinidad en Tobago (2006) · 
Zuid-Afrika (2002) · 
Zweden (2006)